# Операция «Антропоид»
Операция «Антропоид» (чеш. operace Anthropoid) — кодовое название операции по ликвидации Рейнхарда Гейдриха, начальника Главного управления имперской безопасности, заместителя (исполняющего обязанности) имперского протектора Богемии и Моравии. Операция была подготовлена и проведена совместно британской спецслужбой «Управление специальных операций» и Национальным комитетом освобождения Чехословакии (Чехословацким правительством в изгнании). Покушение осуществили в Праге 27 мая 1942 года два члена чехословацкого Сопротивления, словак Йозеф Габчик и чех Ян Кубиш. 4 июня Гейдрих скончался от полученных ран.

## Предпосылки операции
Мюнхенское соглашение, подписанное 30 сентября 1938 года, положило начало распаду Чехословакии и её исчезновению с карты Европы. В 1939 году территория страны была поделена между Третьим рейхом, подконтрольным ему Протекторатом Богемии и Моравии, формально независимой Словацкой республикой, Польшей и Венгрией. В Лондоне было образовано Чехословацкое правительство в изгнании под руководством Эдварда Бенеша. На оккупированных территориях возникло движение Сопротивления.
В сентябре 1941 года Гитлер, недовольный недостаточно решительными действиями оккупационных властей Протектората, отправил имперского протектора Константина фон Нейрата в «бессрочный отпуск» и назначил его заместителем (фактически — полноправным диктатором) обергруппенфюрера СС Рейнхарда Гейдриха. Под руководством Гейдриха прошла волна арестов и казней борцов Сопротивления и сочувствующих им, в результате чего активность Сопротивления в Протекторате резко упала. По данным журналиста Хайнца Хёне, после репрессий в начале своего правления Гейдрих начал проводить политику умиротворения, которая не способствовала активизации Сопротивления.
В начале октября 1941 года Эдвард Бенеш начал переговоры с главами стран антигитлеровской коалиции о денонсации Мюнхенского соглашения, ставшего юридической основой распада Чехословакии и препятствующего предполагаемому послевоенному возрождению страны в домюнхенских границах. Бенешу также приходилось учитывать существование прокоммунистической ветви Сопротивления, действующей под патронажем Советского Союза и способной прийти к власти в Чехословакии после поражения Германии. Для поднятия престижа Чехословацкого правительства в изгнании необходимо было наглядно продемонстрировать мировому сообществу успехи курируемой правительством Бенеша части Сопротивления.

## Планирование операции
В 1940 году после эвакуации из Франции из остатков сражавшихся на стороне союзников чехословацких воинских подразделений на базе Управления специальных операций был образован тренировочный лагерь под Честером. В том же году лагерь переместился в Лимингтон-Спа, где и находился до весны 1942 года. В 1941 году бывший высокопоставленный сотрудник разведки довоенной Чехословакии, начальник разведывательного центра министерства обороны Чехословацкого правительства в изгнании Франтишек Моравец по согласованию с Бенешем начал разработку серии диверсий на территории Протектората с участием чехословацких диверсантов, подготовленных в тренировочном лагере. Ожидалось, что планируемые ликвидации главных представителей оккупационной администрации не только дезорганизуют управление Протекторатом, но и вызовут карательные действия немцев, которые, в свою очередь, ожесточат примирившуюся с оккупацией часть местного населения. В качестве мишеней рассматривались Рейнхард Гейдрих, Карл Франк и местные коллаборационисты (например, Эммануэль Моравец).
План операции по уничтожению Гейдриха под кодовым названием «Anthropoid» (с англ. — «Человекообразное») сложился в октябре 1941 года. Датой проведения диверсии было назначено 28 октября — День независимости Чехословакии. Предполагалось, что для поддержки статуса возрождаемой Чехословакии исполнители должны были быть этническими представителями как Чехии, так и Словакии . Для добровольного участия в операции Франтишеком Моравцем были отобраны два диверсанта: словак Йозеф Габчик и чех Карел Свобода, которые незадолго до этого прошли курс парашютной подготовки под Манчестером. Ночью с 3 на 4 октября на территорию Протектората был заброшен радист Франтишек Павелка, который должен был наладить связь с Лондоном. 6 октября Свобода получил травму головы, выполняя прыжок с парашютом с аэростата, и был заменён на Яна Кубиша. Кубиш ещё не закончил тренировки и его фальшивые документы не были готовы, поэтому сроки операции пришлось перенести. Тем временем немецкая контрразведка раскрыла налаженную сеть подполья, а 25 октября был арестован Павелка (казнён в январе 1943 года в тюрьме Плётцензее). В результате сроки ещё раз сдвинулись.
Предполагалась ликвидация Гейдриха одним из следующих способов: нападение по пути следования автомобиля от места проживания до места службы; проникновение в жилище или рабочий кабинет; минирование автомобиля или бронированного вагона; подрыв поезда; минирование дороги по пути следования автомобиля; атака во время одного из официальных мероприятий. Особо подчеркивалась необходимость выполнения агентами задания независимо от возможности спасения их жизней. Руководители местного Сопротивления об операции «Антропоид» проинформированы не были.
1 декабря 1941 года в Лондоне диверсанты окончательно сформированной группы «Anthropoid» Йозеф Габчик и Ян Кубиш дали следующую подписку: 

«Моим основным заданием является возвращение на родину вместе с другим военнослужащим Чехословацкой Армии с целью совершения диверсионного или террористического акта в заданном месте с учётом конкретной обстановки и сложившихся обстоятельств, и я выполню его максимально эффективно для получения требуемого резонанса не только в своей стране, но и за рубежом. Я сознательно приложу максимум усилий для успешного выполнения этого задания, на участие в котором я пошёл добровольно»Оригинальный текст (англ.) „The substance of my mission basically is that I will be sent back to my homeland, with another member of the Czechoslovak Army, in order to commit an act of sabotage or terrorism at a place and in a situation depending on our findings at the given site and under the given circumstances, and I will do so effectively so as to generate the sought-after response not only in the home country but also abroad. I will do it to the extent of my best knowledge and conscience so that I can successfully fulfill this mission for which I have volunteered“

## Высадка
Доставка диверсантов состоялась безлунной ночью с 28 на 29 декабря 1941 года. Самолёт Handley Page Halifax британских ВВС вылетел с аэродрома в Сассексе в 22:00 и в 2:12 десантировал Габчика и Кубиша. Десантирование осуществлялось вслепую (без использования ориентационных огней) с высоты 150—200 метров на скорости около 200 км/ч. Из-за навигационной ошибки диверсантов высадили не под Пльзенем, как планировалось, а в окрестностях пражского пригорода Негвизды. Затем с того же самолёта были сброшены ещё две группы чехословацких диверсантов, «Silver A» (три человека) и «Silver B» (два человека), для членов которых это было третьей попыткой десантирования после двух неудачных, предпринятых 7 и 30 ноября 1941 года.
Два грузовых контейнера группы «Anthropoid» содержали, помимо прочего, два пистолета «Кольт» модели М1903 Pocket с четырьмя запасными магазинами и ста патронами, взрывчатку, ручные гранаты Миллса, бомбы разных видов, четыре дымовые шашки, запалы, моток стальной проволоки, 2 метра огнепроводного шнура и пистолет-пулемёт STEN Mk. II с сотней патронов к нему. Диверсанты спрятали снаряжение и, следуя полученным перед вылетом инструкциям, добрались до Пльзеня, где остановились в заранее определённых квартирах участников Сопротивления Вацлава Краля и Вацлава Стелика. В дальнейшем Габчик и Кубиш (по фальшивым документам — Зденек Вискочил и Отто Стрнад) наладили контакты со многими другими активными деятелями подполья, в большинстве своём погибшими в результате карательных операций, последовавших за покушением.
После знакомства с миссией группы местные руководители Сопротивления выступили за отмену операции, считая, что покушение не принесёт ощутимой пользы антигитлеровской коалиции и приведёт к несоизмеримо бо́льшим потерям для чешского народа. Узнав об этом, огорчённый неудачами других диверсионных групп Эдвард Бенеш специальной радиограммой дал указание продолжить операцию. По мнению американского историка чешского происхождения Войтеха Мастны, Бенеш «цеплялся за намеченный план как за последнее средство активизации чешского Сопротивления».

## Покушение
Диверсанты рассматривали разные варианты ликвидации Гейдриха. В апреле 1942 года заместитель протектора сменил резиденцию в Пражском Граде на замок Юнгферн Брешан в пригороде Праги Паненске-Бржежани. Теперь он каждый день ездил в центр города на кабриолете «Мерседес-Бенц W142» без охраны, поэтому было решено совершить покушение по пути следования машины.
Вечером 26 мая Гейдрих открыл в Праге музыкальный фестиваль, который должен был стать традиционным. Главным событием вечера стало исполнение фортепьянного концерта до-минор композитора Бруно Гейдриха, отца заместителя протектора. На следующий день Гейдрих собирался уехать по делам в Берлин.
Утром 27 мая приехавшие на велосипедах Габчик и Кубиш поджидали автомобиль Гейдриха на так называемом Кобылисском повороте в районе Либень(50°07′04″ с. ш. 14°27′54″ в. д.). На крутом и узком повороте машина должна была притормозить. Габчик был вооружён пистолетом-пулемётом STEN Mk. II без приклада, а Кубиш приготовил две модифицированные (укороченные) противотанковые гранаты No. 73 Mark I. Оба агента также имели пистолеты Colt M1903 Pocket . По некоторым данным, впереди в ста метрах от поворота стоял парашютист из группы «Silver A» Йозеф Валчик (он должен был просигналить о приближении автомобиля с помощью карманного зеркальца). На повороте предположительно находился ещё один диверсант (возможно, парашютист десантированной 28 марта группы «Out Distance» Адольф Опалка), задачей которого было как бы случайное пересечение проезжей части с целью остановки или торможения «Мерседеса».
Автомобиль Гейдриха с откинутым верхом подъехал к месту, где его ждали агенты, в 10:32. В этот день постоянного шофёра заменял водитель Йоханнес Кляйн, обершарфюрер СС. Когда машина притормозила у поворота, Габчик выхватил пистолет-пулемёт и попытался расстрелять Гейдриха в упор, но печально известное сбоями в системе боепитания оружие заклинило (позже в брошенном Габчиком STENе был обнаружен застрявший патрон). Тогда Кубиш броском снизу метнул в сторону затормозившего автомобиля заранее приведённую в боевое положение гранату, которая имела контактный взрыватель и сдетонировала от удара о кузов снаружи у правого заднего колеса. Взрывом были ранены как Гейдрих, так и Кубиш (ему задело лицо осколками). Случайная свидетельница покушения Гелена Пехар (Helena Pechar) получила осколочное ранение бедра. В зоне инцидента оказались также пассажиры остановившегося на повороте трамвая маршрута № 3 и люди на трамвайной остановке.
Гейдрих и Кляйн покинули автомобиль, выхватили табельные пистолеты и попытались вступить в перестрелку с агентами, приготовившимися к отходу. Кляйн не смог помешать истекающему кровью Кубишу пробиться с помощью выстрелов в воздух сквозь толпу и уехать на заранее приготовленном велосипеде. Опубликованные чешским писателем и журналистом Мирославом Ивановым свидетельства очевидцев покушения говорят об активной перестрелке между противоборствующими сторонами:

Из машины выскочил немец и начал палить по тем мужчинам. Второй немец — он держался за спину — тоже хотел стрелять, но пошатнулся и не смог. А первый немец помчался за мужчинами и стрелял на ходу. Мужчины тоже отвечали огнём… Палили они друг по дружке — прямо как ковбои.
По объективным данным, шокированные взрывом немцы не смогли открыть огонь. Так, при осмотре места покушения криминалисты пражской полиции Протектората обнаружили вдоль линий отхода парашютистов стреляные гильзы только от патронов британского производства Kynoch калибра 7,65 мм. Информация о гильзах других типов в архивных схемах покушения отсутствует. Слева от автомобиля был найден целый патрон Geco калибра 7,65 мм, предположительно от пистолета водителя, передёрнувшего затвор без выстрела.
По приказу Гейдриха водитель начал преследовать убегающего Габчика, который, оторвавшись от погони, спрятался в мясной лавке Браунера (современный адрес здания Valčíkova, 1153/22, 50°07′04″ с. ш. 14°27′32″ в. д.). Хозяин лавки, выбежав на улицу, сообщил Кляйну о прячущемся агенте, после чего покинувший убежище Габчик выстрелом из пистолета ранил Кляйна в бедро и скрылся. Серьёзно раненный взрывом Гейдрих упал около «Мерседеса». Он получил перелом XI ребра слева, разрыв диафрагмы и ранение селезёнки, в которую попали металлический фрагмент, кусок обивки сиденья автомобиля и клочья одежды. Гейдриха доставили в госпиталь Буловка в небольшом фургоне, который остановила случайно оказавшаяся поблизости женщина. Водитель фургона вспоминал:

Гейдрих озирался, как подстреленный зверь. Очень осторожно он влез на сиденье. Он всё хватался за бок. По спине у него текла кровь, а одежда была разорвана… В одной руке Гейдрих держал пистолет, в другой — портфель, с которого не спускал глаз, и всё время прижимал его к себе… Мы благополучно доехали до больницы и сдали его в приёмную. Гейдрих был жёлтый, как лимон, и еле стоял на ногах.
После покушения на тротуаре у поворота остались брошенные Габчиком плащ и пистолет-пулемёт. Возле трамвайной остановки были обнаружены велосипед Габчика и его портфель с кепкой, гранатой и запасным магазином к STEN’у, а также портфель Кубиша со второй гранатой No. 73 Mark I и предохранительным колпачком от первой.

## Смерть Гейдриха
Около полудня 27 мая Гейдрих был прооперирован в госпитале Буловка. Ему была удалена селезёнка, в которой оставались металлический фрагмент и кусок обивки. В тот же день в госпиталь прибыл личный врач Гиммлера Карл Гебхардт. Он прописал больному большие дозы морфина. Утром 3 июня появилась информация об улучшении состояния Гейдриха, но уже около полудня он впал в кому и умер на следующий день. Причиной смерти была указана «септическая органная недостаточность». В 1972 году причиной смерти был назван «анемический шок». Окончательный диагноз не поставлен до сих пор.
Существует распространённая теория, что причиной смерти Гейдриха был токсин ботулизма, которым была заражена граната. Британский микробиолог Пол Филдс, в годы войны занимавшийся исследованиями бактериологического оружия, утверждал, что якобы участвовал в подготовке «Антропоида» и Гейдрих стал его первой жертвой. Современные исследователи подвергают теорию сомнению, указывая на то, что отсутствуют какие-либо документальные подтверждения использования токсинов ботулизма, и ни у Гейдриха, ни у раненного теми же осколками Кубиша не было выявлено типичных для ботулизма симптомов.
После смерти Гейдриха возникло предположение о том, что рейхспротектора можно было бы спасти, применив сульфаниламид. Под руководством Карла Гебхардта в концлагерях была проведена серия экспериментов, в ходе которых подопытным заключённым наносились раны с имплантацией стекла, земли, опилок, грязи с последующим лечением сульфаниламидом и другими препаратами. Врачи, проводившие эксперименты, стали обвиняемыми в ходе Нюрнбергского процесса над врачами.

## Последствия операции
Уже в день покушения, 27 мая, высший руководитель СС и полиции в Праге, статс-секретарь Протектората Карл Франк ввёл на его территории чрезвычайное положение. Гиммлер отдал приказ о проведении карательных мероприятий.

Уже 28 мая немцы начали казнить. Убивали тех, кто не смог представить документы, удостоверяющие их личность, либо уклонялся от предписанной населению протектората обязанности встать на учёт в полиции, и тех, чьих имен не оказалось в списках жителей конкретных домов. А сформулированная статья «Одобрение покушения» развязала нацистам руки, позволяя застрелить каждого, кто вербально или даже только с помощью мимики, любой гримасы, выразил бы удовлетворение тем, что на Гейдриха было совершено успешное нападение.
3 июня гестапо получило сведения о том, что к убийству могли быть причастны два бежавших в Великобританию чешских пилота, родственники которых жили в деревне Лидице. Несмотря на то, что эта информация не подтвердилась, было принято решение об уничтожении деревни. Вечером 9 июня деревня была окружена немцами. Все мужчины старше 16 лет (172 человека) были заперты на одной из ферм и утром расстреляны, 195 женщин были отправлены в концентрационный лагерь Равенсбрюк, дети доставлены в Центральное бюро по делам переселенцев города Лицманштадт (нем. Umwandererzentralstelle Litzmannstadt) и впоследствии распределены по немецким семьям (следы большинства из них были потеряны). Деревенские постройки были подожжены.
За информацию об участниках покушения было обещано денежное вознаграждение в 10 млн крон, что было эквивалентом 1 млн рейхсмарок (для сравнения, новый кабриолет Гейдриха стоил около 12 тыс. рейхсмарок). В витрине торгового дома обувной фирмы Baťa на Вацлавской площади вместе с плакатами, обещающими награду за сведения о диверсантах, были выставлены для опознания улики, оставленные агентами на месте покушения: дамский велосипед, плащ, кепка и два портфеля. Эти же вещи, а также пистолет-пулемёт Габчика без приклада, демонстрировались в агитационном фильме, призывающем идентифицировать диверсантов.
После убийства Гейдриха группа из семи парашютистов (Йозеф Габчик, Ян Кубиш, Йозеф Валчик, Адольф Опалка, Йозеф Бублик, Ян Грубы, Ярослав Шварц) укрылась в крипте кафедрального собора святых Кирилла и Мефодия Чешской православной церкви в Праге. Доктор Иржи Есенский, с апреля 1942 года помогавший диверсантам ориентироваться в Праге, лечил их и доставлял в крипту продукты и предметы первой необходимости.
16 июня парашютист заброшенной 28 марта группы «Out Distance», предатель Карел Чурда добровольно явился в отделение гестапо, выдав имена и места жительства десятков борцов Сопротивления и членов их семей, которые были незамедлительно арестованы. В ходе допросов с применением пыток немцы узнали, что парашютисты укрываются в соборе. 18 июня войска под командованием бригадефюрера СС Карла фон Тройенфельда провели штурм церкви. Оказавшись в безвыходной ситуации, защитники церкви покончили с собой (Ян Кубиш умер от ран, не приходя в сознание).
Тела погибших парашютистов были обезглавлены и похоронены на кладбище в пражском районе Даблице. Головы Валчика, Грубы, Опалки, Бублика и Шварца, скелетированные до состояния черепов, были превращены в остеологические препараты. Головы Габчика и Кубиша хранились непрепарированными в цилиндрических стеклянных сосудах с консервирующим раствором и были увезены немцами в неизвестном направлении 20 апреля 1945 года.
В гестапо также попали сведения о том, что в каменоломне Глубока и на мельнице в посёлке Лежаки скрывался Иржи Потучек, радист десантной группы «Silver А», с помощью единственного уцелевшего радиопередатчика «Либуше» обеспечивавший, в частности, связь агентов группы «Антропоид» с Лондоном. Он был вовремя предупреждён, успел покинуть укрытие и спасти радиопередатчик, но через несколько дней погиб. 20—21 июня гестапо арестовало владельца каменоломни Вашека, механика Свободу и лежацкого мельника Шванду с женой. 24 июня 1942 года Лежаки были окружены, после чего всех жителей увезли в город Пардубице, где из них были расстреляны 18 женщин и 16 мужчин. В тот же день поселок Лежаки сравняли с землёй. 12 из 14 лежацких детей попали в газовые камеры. Две девочки (сестры Штюликовы) были отданы в немецкие семьи «на германизацию».
4 сентября были расстреляны священники кафедрального собора святых Кирилла и Мефодия Вацлав Чикл и Владимир Петршик, староста храма Ян Сонневенд и добровольно присоединившийся к ним епископ Чешский и Моравско-Силезский Горазд. 27 сентября Чешская православная церковь была запрещена, её имущество конфисковано, духовенство подвергнуто арестам и заключениям. Были расстреляны и многие арестованные участники Сопротивления, члены их семей и сочувствующие. В одном из докладов гестапо говорится о расстреле 1331 человека, в том числе 201 женщины. В числе погибших были укрывавшие парашютистов участники Сопротивления Мария Моравцова (1898—1942, покончила с собой во время ареста 17 июня), её муж Алоис Моравец (1887—1942) и сын Властимил («Атя») Моравец (1921—1942). Помогавший диверсантам доктор Иржи Есенский был расстрелян 24 октября 1942 года в концлагере Маутхаузен в Австрии вместе с женой Жофией Есенской и братом Яном Есенским.
Операция «Антропоид» закончилась гибелью парашютистов и вызвала массовые жертвы среди гражданского населения в результате карательных акций. Вместе с тем операция продемонстрировала активность Сопротивления, существенно укрепила авторитет Чехословацкого правительства в изгнании и стала катализатором принятия важных политических решений. 5 августа 1942 года министр иностранных дел Великобритании Энтони Иден отправил министру иностранных дел Чехословакии Яну Масарику письмо об официальном признании Мюнхенского соглашения недействительным. 29 сентября 1942 года Ян Масарик в присутствии французского генерала Шарля де Голля и премьер-министра Чехословакии Яна Шрамека подписал аналогичное официальное заявление Национального собрания Франции. Таким образом, операция «Антропоид» во многом предопределила возрождение послевоенной Чехословакии как единого и суверенного европейского государства. Она также стала важным шагом на пути возвращения Эдварда Бенеша в президентское кресло.

## Память
Операция «Антропоид» считается наиболее известной акцией чехословацкого Сопротивления.
В первую годовщину покушения в нацистской Германии была выпущена почтовая марка с изображением посмертной маски Гейдриха, а на Кобылисском повороте был установлен его бюст, уничтоженный после освобождения Праги.
С 1948 года вплоть до Бархатной революции 1989 года в Чехословакии официально преобладало негативное отношение к деятельности Чехословацкого правительства в изгнании, и его диверсионные операции старались не упоминать. В 2013 году чешский историк Ярослав Чванчара, автор книг «Гейдрих» и «Кому жизнь, кому смерть», рассказывал: 

При коммунистическом режиме, особенно в 1950-х годах, о покушении говорили с большим пренебрежением, если вообще говорили. Парашютистов называли агентами империализма. Вышло и несколько книг, представлявших события «Гейдрихиады» в таком ключе. Люди читали эти книги, и это откладывалось у них в головах. Лишь в последние 20 лет чехи перестали сомневаться в том, что парашютисты были героями.
С начала 90-х годов неоднократно предпринимались попытки увековечить память парашютистов на роковом для Гейдриха повороте. В 2007 году на одном из прилегающих зданий группа патриотов установила мемориальную доску с надписью «Патриоты не забывают, в отличие от чешских политиков». Ровно в 10:35 утра 27 мая 2009 года в Праге на месте покушения был торжественно открыт Мемориал операции «Антропоид». На создание мемориала из бюджета пражского района «Прага 8» было выделено 5 млн чешских крон. Надпись на бронзовой ленте, вмонтированной в плитку у основания памятника, гласит:

«На этом месте 27 мая 1942 года в 10:35 героические чехословацкие парашютисты Ян Кубиш и Йозеф Габчик осуществили одну из самых важных акций сопротивления Второй мировой войны — ликвидацию действующего рейхспротектора Рейнхарда Гейдриха. Они никогда не смогли бы выполнить свою миссию без помощи сотен чешских патриотов, заплативших за свою храбрость собственными жизнями»Оригинальный текст (чешск.) „Na tomto místě uskutečnili dne 27. května 1942 v 10.35 hodin hrdinní českoslovenští parašutisté Jan Kubiš a Josef Gabčík jeden z nejvýznamnějších odbojových činů druhé světové války – atentát na zastupujícího říšského protektora Reinharda Heydricha. Svůj úkol by nikdy nemohli splnit bez pomoci stovek českých vlastenců, kteří za svou statečnost zaplatili vlastními životy“
В крипте пражского православного собора Кирилла и Мефодия в 1995 году была открыта, а в 2010 году обновлена экспозиция, посвященная подвигу семи чехословацких парашютистов, среди которых были участники операции «Антропоид».
26 мая 2017 года к 75-летней годовщине операции «Антропоид» президент Словакии Андрей Киска присвоил участнику операции Йозефу Габчику воинское звание генерал-майора (посмертно). До повышения Габчик был в звании бригадного генерала. Свидетельство о повышении в звании от президента получила внучатая племянница Йозефа Габчика Катарина Томчикова. Президент Словакии также предлагал своему чешскому коллеге Милошу Земану вместе отметить парашютистов, участвовавших в операции «Антропоид», посмертно присвоив им высокие воинские звания, однако эта инициатива не была поддержана чешской стороной.
В 1992 году Чешская почта выпустила серию «Чехословацкое Сопротивление на Западе» из четырёх почтовых марок, одна из которых (номиналом в 1 чехословацкую крону, с изображениями Йозефа Габчика и Яна Кубиша на фоне десантирующихся парашютистов) была посвящена операции «Антропоид». В мае 2017 года Чешской почтой был выпущен специальный коммеморативный марочный лист (блок) номиналом в 46 чешских крон с купонами, посвященный операции «Антропоид». На нем изображены британский самолёт «Handley Page Halifax», из которого десантировались парашютисты, взорванный автомобиль Гейдриха, пистолет-пулемёт «STEN» Габчика, граната Кубиша, расстрелянные окна пражского собора Кирилла и Мефодия и символика уничтоженной фашистами деревни Лидице — роза и шипы. Автор марочного листа — художник Карел Земан, тираж — 45000.
24 мая 2017 года Чешский национальный банк ввёл в обращение памятную серебряную монету достоинством в 200 чешских крон (диаметр 31 мм, масса 13 г, тираж 17000 экземпляров). На аверсе монеты изображена часть повреждённого взрывом автомобиля Гейдриха с надписями «ČESKÁ REPUBLIKA» и «200 Kč». На реверсе монеты изображены изрешечённое пулями окно крипты церкви Кирилла и Мефодия и пожарные рукава, с помощью которых атакующие закачивали воду в подвал. В нижней части реверса находятся надписи «OPERACE ANTHROPOID», «1942-2017» и инициалы дизайнера монеты Ирены Градецкой — переплетённые буквы «I» и «H». В этом же году Чешский монетный двор выпустил золотую памятную медаль, посвященную операции «Антропоид» (диаметр 28 мм, масса 15,56 г, тираж 99 экземпляров). Посвящённые операции «Антропоид» памятные медальоны из золота и серебра выпускал также Пражский монетный двор.
В честь участников операции «Антропоид» сегодня названы расположенные вблизи места покушения пражские улицы Gabčikova, Kubišova, Valčikova (50°07′05″ с. ш. 14°27′38″ в. д.).

## Операция «Антропоид» в культуре
Художественные фильмы
- «Палачи тоже умирают» (1943, США)
- «Безумец Гитлера[англ.]» (1943, США)
- «Покушение» (1964, Чехословакия)
- «Соколово» (1974, СССР, Чехословакия)
- «Операция «Рассвет»» (1975, США, Чехословакия, Югославия) по книге Алана Берджесса[англ.] «Семеро на рассвете»
- «Лидице[англ.]» (2011, Чехия)
- «Антропоид» (2016, Великобритания)
- «Мозг Гиммлера зовётся Гейдрихом» (2017, Франция, Бельгия) по книге Лорана Бине HHhH[англ.]

Музыкальные произведения
- Песня «SS-3» из альбома Divine Intervention группы Slayer
- Песня «Battledress» в исполнении Яна Вычитала[чеш.]
- Песня «Nová Hlína» в исполнении фолк-группы Epydemye[чеш.]
- Песня «Nikdy se nevzdáme» в исполнении группы Celková Impotence